# Autogrù

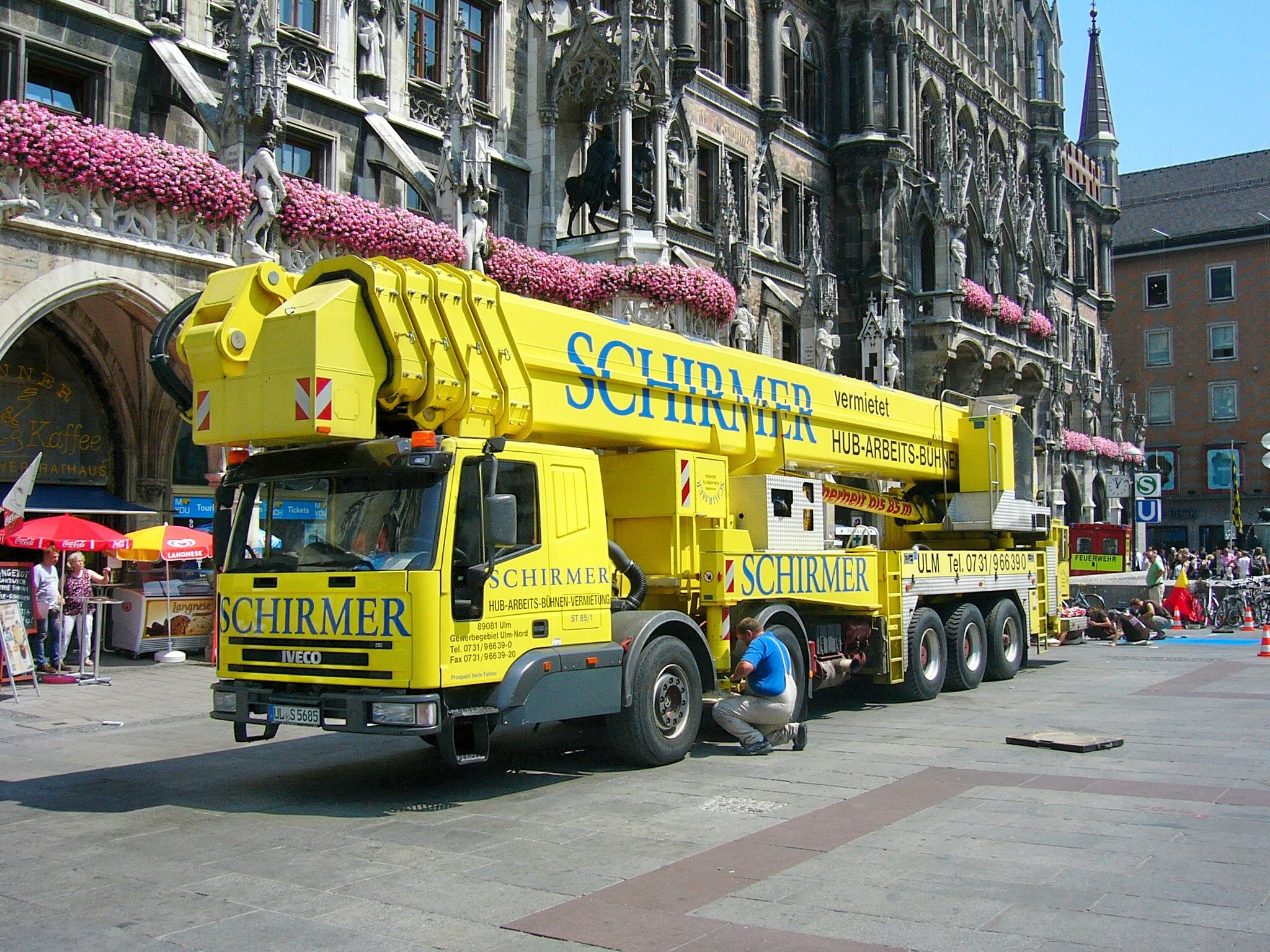
Autogrù di grande portata montata su telaio Iveco

L'autogrù è un automezzo pesante in grado di provvedere alla movimentazione di materiali in località dove non è disponibile una installazione fissa. Spesso, quando montata su autocarri provvisti di cassone, con un unico mezzo di trasporto si è in grado anche di trasferire le merci movimentate e non si chiama più autogrù, ma diventa un allestimento come da norma UNI EN 12999:2003 dove si legge: 
Gru per autocarro; (gru): Gru a motore comprendente una colonna, che ruota intorno ad una base ed un gruppo bracci che è applicato alla sommità della colonna. La gru è montata di regola su un veicolo (eventualmente su un rimorchio) ed è progettata per caricare e scaricare il veicolo.»

## Versioni

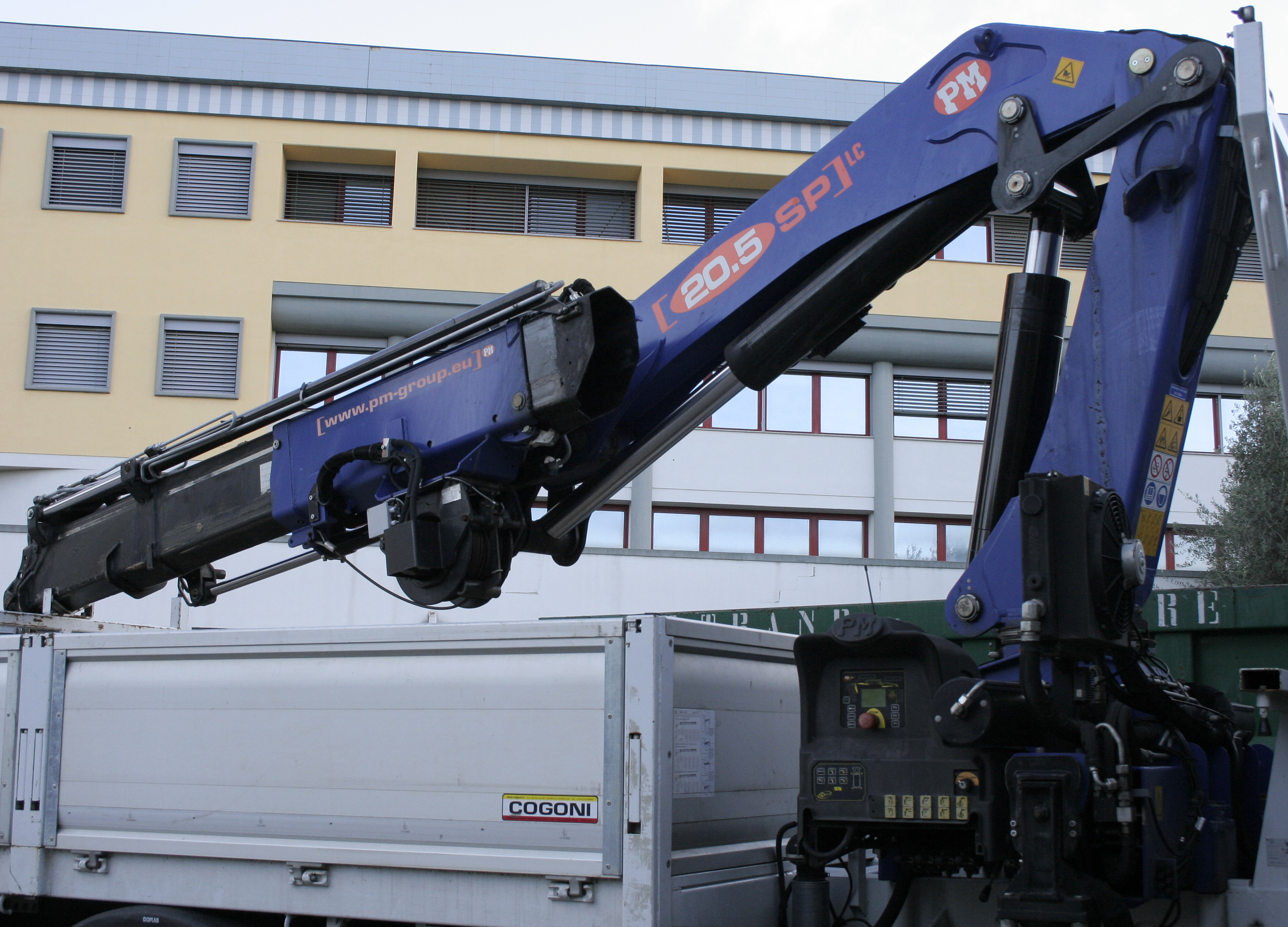
Gru da carico montata su autocarro

Esistono molte versioni di autogrù, la più specifica corrisponde ad un veicolo gommato a guida singola con un grande e solido braccio allungabile facente funzione di gru. Questa conformazione è quella in grado di sollevare i pesi maggiori e di raggiungere le maggiori altezze. L'autogrù non è destinata a caricare il mezzo sul quale è posizionata; in questo caso si entra nel campo delle Gru per Autocarro.
Tra i mezzi classificabili come autogrù di maggiore diffusione si possono annoverare alcuni dei carri attrezzi che effettuano servizi di soccorso alle autovetture in difficoltà e successivo traino delle stesse presso le officine di riparazione.
Anche nel campo del trasporto delle merci è usuale la presenza di autocarri con gru posizionata subito dietro la cabina di guida, usualmente con portate di sollevamento fino alle 5 tonnellate, in grado di offrire un servizio completo ed autonomo di carico, trasporto e scarico di materiali. Tale tipo di servizio è spesso richiesto in occasione di mostre o di apertura di nuovi cantieri di lavoro.
Naturalmente tutti i tipi di autogrù sono forniti di installazioni di sicurezza in grado di garantire la movimentazione in tutta tranquillità. Durante le operazioni di carico e scarico vengono ad esempio estesi dei bracci stabilizzatori sui lati della gru per garantire la stabilità del piano di appoggio ed evitare i rischi di possibile ribaltamento.
Lo stesso principio di mobilità per i mezzi di sollevamento è utilizzata anche in ambito ferroviario con la predisposizione di gru su appositi carri utilizzati per la manutenzione delle linee ferroviarie.

## Gru idrauliche per autocarro
Sono propriamente il tipo di gru che vengono applicate agli autocarri per la movimentazione e il successivo trasporto dei carichi.
Composte da un basamento che viene ancorato ad un controtelaio (interposto tra autocarro e basamento della gru), basamento che contiene anche il sistema di rotazione che può essere con cremagliera o ralla. Innestata nel basamento a cremagliera o avvitata alla ralla c'è la colonna sulla cui testa è presente lo snodo nel quale si aggancia il braccio principale, sospinto dal martinetto o pistone ancorato alla base della colonna. La spinta sul braccio principale avviene su perni oppure su bielle e forcella.

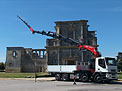
Gru idraulica in posizione estesa

Dal principale, con gli stessi sistemi di snodo, parte il secondario (sollevato anche questo da un pistone) nel quale sono contenuti gli sfili della gru, ovvero le parti estensibili telescopicamente che consentono di traslare i carichi a maggiore distanza da quella praticabile dai soli bracci. All'estremità dell'ultimo sfilo viene applicato il gancio.
All'estremità dell'ultimo sfilo del braccio secondario possono essere applicate delle cosiddette prolunghe idrauliche, aventi le stesse caratteristiche di un terzo braccio che consente di posizionare i carichi in luoghi meno accessibili alla struttura normale.
Le gru si classificano per la loro capacità di sollevamento espressa in tonnellate-metro (tm) o in Kilo newton metro.
Le capacità delle singole gru, nelle loro molteplici versioni, vengono descritte attraverso diagrammi di carico.
I sistemi di sicurezza che gestiscono i limiti di sollevamento di una gru, obbligatori per paesi dell'Europa a partire da gru aventi capacità di sollevamento che superano le 4 tonnellate metro, vengono denominati Limitatori di momento e possono essere di tipo idraulico o elettronico; prende tale denominazione dalla possibilità di controllare il momento della forza derivata dall'applicazione e della movimentazione del carico.

## Funzionamento
Il movimento della gru viene azionato tramite pistoni idraulici a doppia valvola, che vengono riempiti di olio specifico per azionamenti oleodinamici. Quest'olio viene messo in pressione tramite una pompa accoppiata al motore dell'autocarro; tale accoppiamento avviene con l'azionamento della cosiddetta presa di forza, un comando pneumatico azionato dalla cabina in combinazione con la frizione. Quando la gru è immobile, la pompa continua ugualmente a girare, ma l'olio idraulico viene portato nel serbatoio per essere pescato nuovamente. Quando un comando viene azionato, la valvola che porta al serbatoio si chiude, e l'olio va in pressione nella direzione desiderata.  Ogni comando (sfilo, rotazione, sollevamento, prolunga meccanica, eventuale verricello) viene azionato tramite il movimento di una leva, accoppiata ad una valvola differenziale che smista l'olio idraulico in una direzione o in un'altra. 
La gru può anche essere movimentata tramite comando a distanza. A questo proposito esistono diversi sistemi per l'azionamento tramite radiocomando.
- Servocomandi

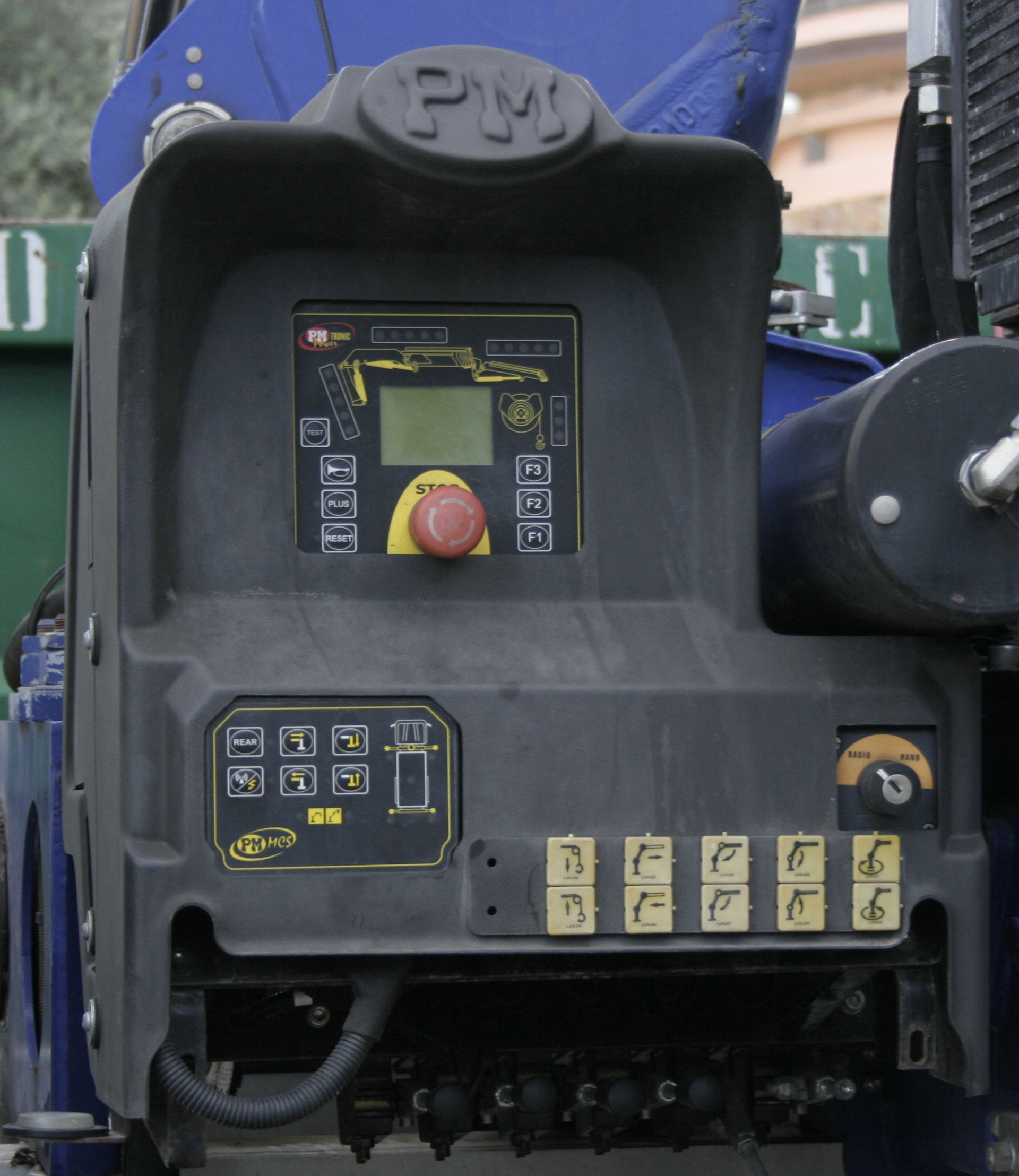
Postazione con scheda per ricevitore comando a distanza di una gru PM

È il sistema più diffuso che viene installato sulle vecchie autogrù, perché non necessita di modifiche sull'allestimento ed è relativamente semplice da installare. Questo tipo di allestimento consiste in una serie di piccoli pistoni che vengono azionati tramite elettrovalvole, che a loro volta rispondono agli impulsi dati dal radiocomando. Questi pistoni vengono accoppiati meccanicamente alle leve che azionano la gru. L'olio che garantisce il funzionamento dei pistoni del radiocomando viene fornito tramite una pompa elettrica separata nei modelli meno sofisticati, in quanto l'olio che questi pistoni utilizzano è diverso da quello dell'allestimento dell'autogrù, mentre negli altri modelli viene installato un riduttore di pressione per permettere l'utilizzo dell'olio idraulico già presente sulla gru per l'azionamento dei servocomandi.
- Valvole elettroniche

Più sofisticato del sistema a servomotore, si trova spesso installato sulle autogrù di fabbricazione moderna, in quanto spesso già installate dalla ditta che costruisce la gru. In questo caso il radiocomando apre o chiude direttamente le valvole tramite un potenziometro installato su di esse. Rispetto al sistema con servocomandi ha il vantaggio di essere più preciso e di avere una tolleranza per la taratura dei comandi migliore. Di contro ha dei costi elevati, e l'installazione su gru non predisposte richiede modifiche sostanziali, come la sostituzione del distributore idraulico dei comandi.